# Gerda Mehta

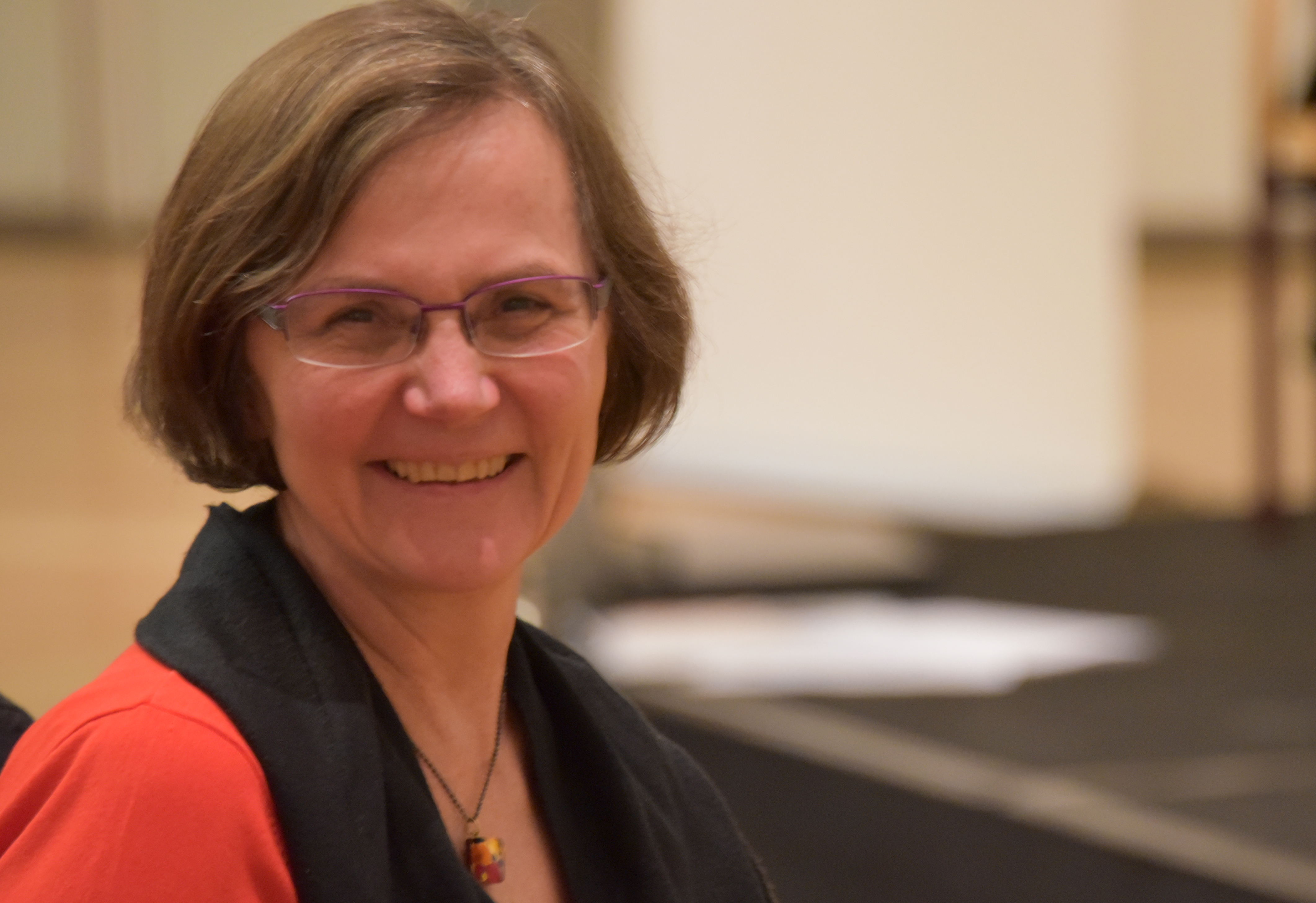
Gerda Mehta (2014)

Gerda Mehta (* 4. März 1955 in Leoben), die früher unter dem  aus ihrer ersten Ehe stammenden Namen Gerda Klammer publizierte, ist eine österreichische Psychologin, systemische Psychotherapeutin, Mediatorin und Autorin. 2003 wurde sie zur Präsidentin des Berufsverbandes der Österreichischen Psychologinnen und Psychologen (BÖP) gewählt und eröffnete in dieser Funktion den 8. Europäischen Psychologen-Kongress. Gerda Mehta lebt in Wien und unterrichtet an der Sigmund Freud Privatuniversität.

## Werdegang
Mehta absolvierte ihre Studien in Salzburg, Wien, Memphis und am Galvestone Family Institute in Houston (bei Harold A. Goolishian). Sie leitete in Moskau und Rostow Projekte zur Psychotherapieausbildung und arbeitete in Serbien bei Care an der Reform der Jugendwohlfahrt mit.
Hauptberuflich ist Mehta im Amt für Jugend und Familie der Stadt Wien tätig. Sie unterrichtet auch an der Österreichischen Arbeitsgemeinschaft für systemische Therapie und systemische Studien (ÖAS) und an der ARGE Bildungsmanagement in Wien. Gerda Mehta ist mit dem indischen Nuklearphysiker Kishor Mehta verheiratet und darauf spezialisiert, in Theorie und Methodik „friedliches menschliches Miteinander zu unterstützen.“

## Ehrungen
- 2007 – Sokrates-Preis der Centrale für Mediation

## Publikationen
- Bindungen, Brüche, Übergänge. Falter Verlag, Wien 2002. ISBN 3-85439-275-3
- Mediation: Einblicke in Theorie und Praxis professioneller Konfliktregelung. Hrsg. von Gerda Klammer und Peter Geißler. Wien 1999. ISBN 3-85439-235-4
- Mediation: Instrument der Konfliktregelung und Dienstleistung. Hrsg. gemeinsam mit Klaus Rückert. Falter Verlag, Wien 2008. ISBN 978-3-85439-399-3
- Mediation und Demokratie. Hrsg. gemeinsam mit Klaus Rückert. Carl Auer, Heidelberg 2003. ISBN 3-89670-402-8
- Die Praxis der Psychologie. Springer,  Wien, New York 2004. ISBN 3-211-20426-1
- Psychologie in der Jugendwohlfahrt: Konzepte, Methoden, Positionen. Hrsg. von Gerda Klammer und Belinda Mikosz. Wien 2001. ISBN 3-85114-553-4.
- Psychotherapeutische Diagnostik. Hrsg. mit Bartuska, Buchsbaumer et al. Springer,  Wien, New York 2005. ISBN 978-3-211-25290-1
- Streiten Kulturen? Hrsg. gemeinsam mit Klaus Rückert. Springer,  Wien, New York 2004. ISBN 3-211-21104-7
- Systemische Grenzgänge. Hrsg. gemeinsam mit Erik Zika. Krammer, Wien 2006. ISBN 3-901811-20-6

## Nachweis
1. ↑  Wiener Zeitung vom 7. Juli 2003, zitiert nach:  Archivlink (Memento des Originals vom 14. Mai 2004 im Internet Archive)  Info: Der Archivlink wurde automatisch eingesetzt und noch nicht geprüft. Bitte prüfe Original- und Archivlink gemäß Anleitung und entferne dann diesen Hinweis.
2. ↑  https://www.systemagazin.de/autoren/mehta_gerda.php